# Larry Hovis
Larry Hovis (20 de febrero de 1936 – 9 de septiembre de 2003) fue un cantante y actor estadounidense, conocido principalmente por interpretar al Sargento Carter en la sitcom televisiva de los años 1960 Hogan's Heroes.

## Biografía
Nacido en Wapato, Washington, hubo de mudarse a Houston, Texas, siendo un niño. De joven fue cantante, participando en el show de Arthur Godfrey Talent Scouts. Hovis estudió en la Universidad de Houston, y a mediados de los años 1950 cantaba en nightclubs formando parte de grupos como los Mascots y el Bill Gannon Trio. Escribía canciones, y fue contratado por Capitol Records, que editaron un álbum. Su canción más conocida fue We Could Have Lots of Fun.
Hovis empezó a actuar en producciones teatrales de carácter local. Tras algunos éxitos, se mudó a Nueva York en 1959, actuando en el circuito de Broadway en revistas tales como From A to Z, las cuales exigían talento para el canto y la comedia.
Después Hovis se trasladó a California, donde en 1963 hizo comedia en vivo además de intentar trabajar en la televisión. En 1964 fue descubierto por el mánager de Andy Griffith, siendo contratado para actuar en la serie televisiva Gomer Pyle, U.S.M.C., en la cual encarnó al soldado Larry Gotschalk. Además, de ese programa, Hovis también actuó en   The Andy Griffith Show.
En 1965, cuando otro actor dejó el show televisivo Hogan's Heroes, Hovis fue elegido para encarnar la Sargento Andrew Carter, internado en un campo de prisioneros alemán, y experto en explosivos. En un principio, Carter iba a ser teniente, apareciendo únicamente en el episodio piloto. Sin embargo, finalmente fue sargento y reemplazó a un personaje interpretado por Leonid Kinskey en el piloto. Carter tenía antepasados Sioux, y Hovis era parcialmente Yakama. Más adelante, en una entrega de la comedia Alice, Hovis interpretaba a un detective de policía de ascendencia indígena.
Aunque Hovis fue un regular de Hogan's Heroes, él también hizo otras actividades en la industria del entretenimiento, entre ellas escribir el guion del film de 1966 Out of Sight. También participó en el guion de los especiales televisivos de Mitzi Gaynor emitidos en 1968 y 1969, y actuó y escribió números de comedia para Rowan & Martin's Laugh-In.
Aún antes de que Hogan's Heroes se cancelara en 1971, Hovis ya había actuado en otros muchos shows televisivos.
A mediados de los años 1970 intervino en diferentes ocasiones en el concurso Match Game junto a su colega de Hogan's Heroes Richard Dawson. Unos años más tarde fue productor y panelista regular de otro concurso, Liar's Club.
A principios de los años 1980, Hovis viajó en gira con el musical The Best Little Whorehouse in Texas, encarnando a Melvin P. Thorpe. En 1982 fue escritor y productor del show So You Think You Got Troubles, presentado por el actor y ventrílocuo Jay Johnson, en el cual también participó regularmente como panelista. A finales de la década, Hovis colaboró con Gary Bernstein para formar Bernstein-Hovis Productions, compañía que produjo los concursos Anything for Money, versión original de Lingo, y Yahtzee, este último presentado por Hovis.
Hovis fue contratado para coproducir un show televisivo de cámara oculta, Totally Hidden Video, pero fue despedido por Fox Broadcasting Company cuando el creador de Candid Camera, Allen Funt, presentó una demanda afirmando que Hovis había escenificado segmentos del episodio piloto en 1989 con actores profesionales.
A partir de los años 1990, Hovis enseñó arte dramático en la Universidad Estatal de Texas. Larry Hovis falleció a causa de un cáncer de esófago en Austin, Texas, el 9 de septiembre de 2003, a los 67 años de edad. Había estado casado con Ann Corrigan desde 1955 hasta la muerte de ella en 1995.

## Selección de su filmografía
- 1964-1965: Gomer Pyle, U.S.M.C. (serie TV)
- 1965: The Andy Griffith Show (serie TV, episodios "The Case of the Punch in the Nose" y "Goober Takes a Car Apart")
- 1965-1971: Hogan's Heroes (serie TV)
- 1972: Wild in the Sky
- 1976-1979: Liar's Club (concurso televisivo), como productor y panelista regular
- 1977: Alice (serie TV, episodio "The Indian Taker")
- 1992: Shadow Force
- 2002: Yorick
- 2002: Lone Star State of Mind (último papel de Hovis)